# Kurtosis
Kurtosis är ett mått för hur sannolika de mer extrema utfallen är för en given sannolikhetsfördelning. Normalfördelningen har en kurtosis lika med tre, och storheten kan användas som ett mått på hur mycket en sannolikhetsfördelning avviker från en vanlig Gausskurva.
En fördelning med kurtosis större än tre kallas leptokurtosisk och kännetecknas av en hög, smal topp kring medelvärdet samt tjocka svansar ("fat tails"); sannolikheten för extrema utfall är då hög jämfört med en normalfördelning. Dessa sannolikhetsfördelningar är vanliga i bland annat finansiell analys.
En fördelning med kurtosis mindre än tre kallas platykurtosisk och har en tjock topp med smala eller inga svansar, vilket ger den en rund form. 

## Definition
Kurtosis definieras som
{\displaystyle \operatorname {Kurt} [X]=\operatorname {E} \left[\left({\frac {X-\mu }{\sigma }}\right)^{4}\right]={\frac {\operatorname {E} \left[(X-\mu )^{4}\right]}{\left(\operatorname {E} \left[(X-\mu )^{2}\right]\right)^{2}}}}
där μ är medelvärdet och σ är standardavvikelsen.